# Kanton Fayence
Kanton Fayence (fr. Canton de Fayence) je francouzský kanton v departementu Var v regionu Provence-Alpes-Côte d'Azur. Tvoří ho osm obcí.

## Obce kantonu
- Callian
- Fayence
- Montauroux
- Mons
- Saint-Paul-en-Forêt
- Seillans
- Tanneron
- Tourrettes